# بيت سريح (الرجم)

تعديل مصدري - تعديل

بيت سريح هي إحدى قرى عزلة بني هيثم بمديرية الرجم التابعة لمحافظة المحويت، بلغ تعداد سكانها 91 نسمة حسب تعداد اليمن لعام 2004.